# Französische Gebiete auf St. Helena

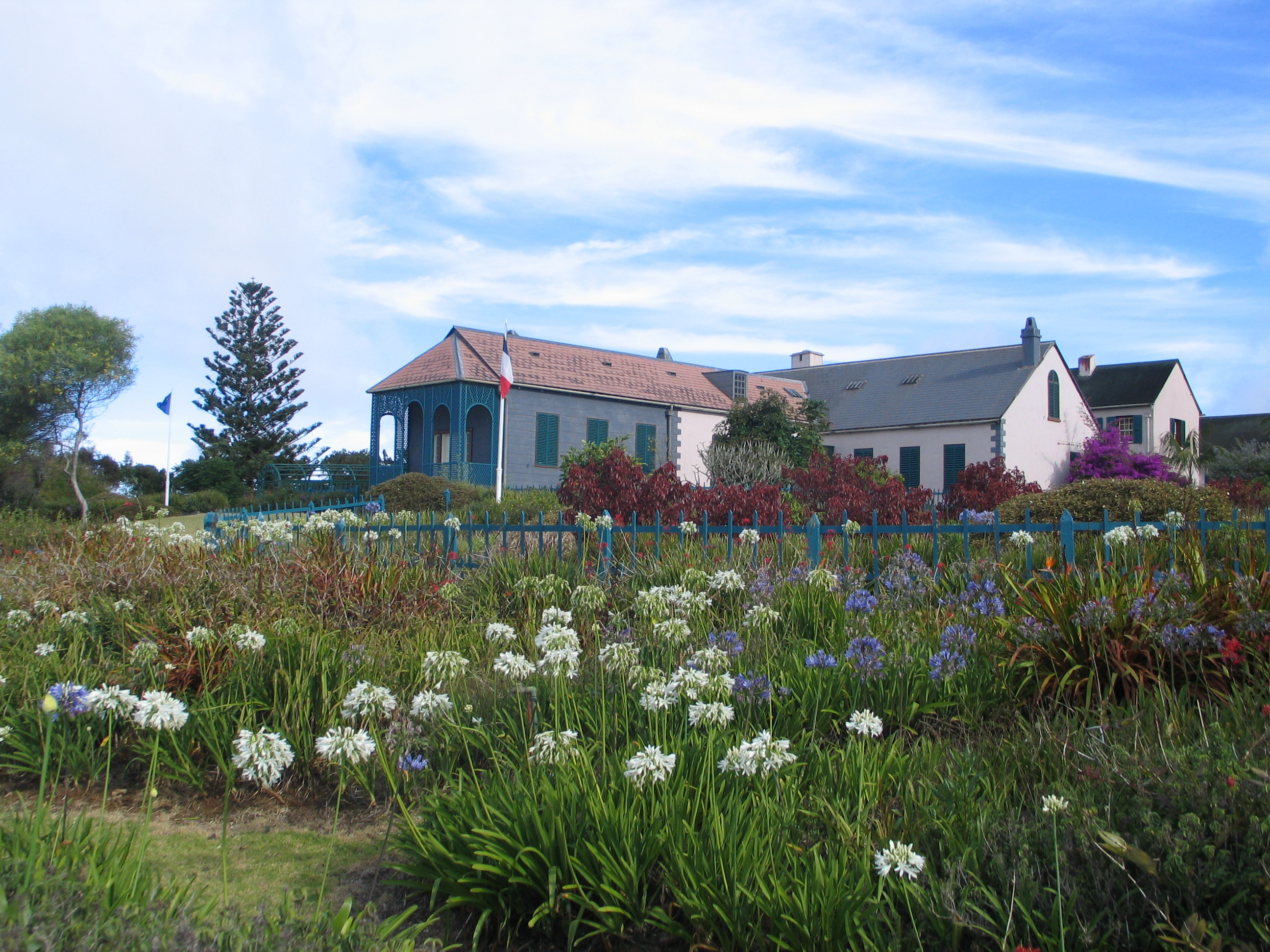
Longwood House

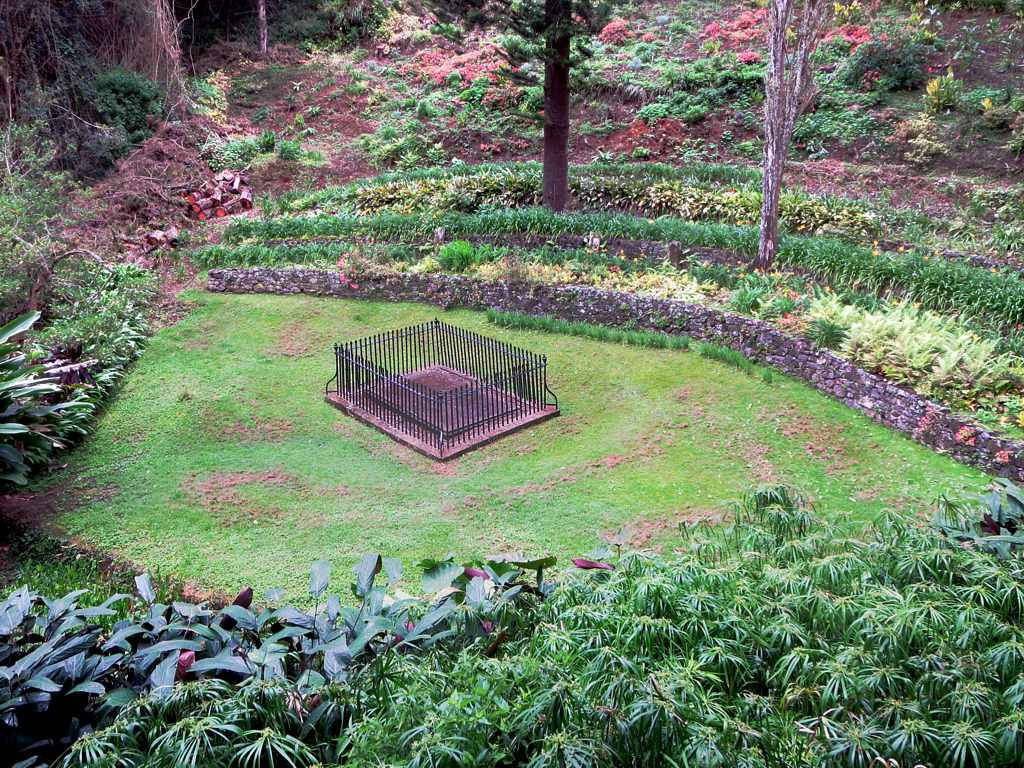
Grabstätte Napoleons von 1821 bis 1840

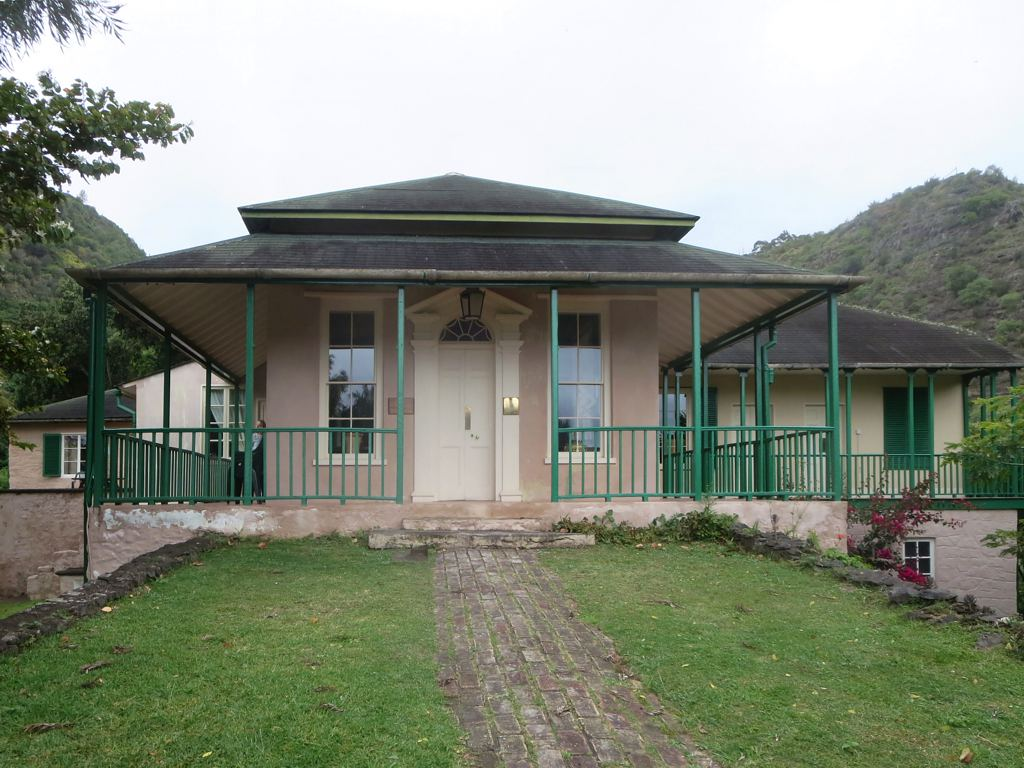
Briars

Die französischen Gebiete auf St. Helena (französisch Domaines Français) nehmen eine Fläche von 14 Hektar ein und liegen im Britischen Überseegebiet St. Helena, Ascension und Tristan da Cunha.
Frankreich verfügt durch Kauf und Schenkung, nach der Verbannung von Napoléon Bonaparte auf die Insel, seit Mitte des 19. Jahrhunderts über staatliche Besitztümer auf der Insel St. Helena im Südatlantik. Diese werden seit 2015 von der Saint Helena Napoleonic Heritage Ltd, einem gemeinsamen Unternehmen der Regierungen Frankreichs und St. Helenas sowie der Fondation Napoléon, instand gehalten.
Hierzu zählen:
- das Longwood House (im Distrikt Longwood), durch Kauf im Jahr 1858[2]; ein Museum und Sitz des französischen Honorarkonsuls[3] (offiziell Honorarkonsul  und Kurator der französischen Besitztümer auf St. Helena; französisch Consul honoraire de France et directeur des domaines nationaux à Sainte-Hélène). Seit 1987 nimmt Michel Dancoisne-Martineau diesen Posten wahr.[4]
- Haus Briars (Briars Pavilion) der Familie Balcombs von Mabel Brookes (im Distrikt Alarm Forest), seit 1959; ein kleiner Pavillon und erster Wohnort Napoleons auf der Insel.
- Valley of the Tomb (im Distrikt Alarm Forest), wie Longwood House seit 1858; Grabstätte Napoléons von 1821 bis 1840.